# Athenäum (Riedel)
Athenäum. Zeitschrift für das gebildete Deutschland ist der Titel einer Zeitschrift, die 1841 von Karl Riedel in Berlin als verantwortlichem Redakteur zusammen mit Eduard Meyen herausgegeben wurde. Insgesamt wurden 50 Nummern herausgegeben. Die Zeitschrift erschien einmal wöchentlich. Ihr Verleger war Carl J. Klemann, Berlin. Am 31. Dezember 1841 wurde die Zeitschrift in Preußen verboten.
Mitarbeiter der Zeitung waren unter anderem: Willibald Alexis, Karl Beck, Ludwig Buhl, Moriz Carrière, Ludwig Eichler, Moses Heß; Theodor Mügge, Carl Nauwerck, Adolf Rutenberg, Max von Schenkendorf, Christian Friedrich Scherenberg, Varnhagen van Ense.
Die Zeitschrift veröffentlichte am 23. Januar 1841 die erste Publikation von Karl Marx, zwei Gedichte mit den Titeln Der Spielmann und Nachtliebe unter dem Titel Wilde Lieder. Diese Gedichte stellen die einzigen poetischen Versuche von Marx dar, die zu seinen Lebzeiten veröffentlicht wurden. Friedrich Engels veröffentlichte hier unter dem Pseudonym Friedrich Oswald den Artikel Lombardische Streifzüge. I. Ueber die Alpen (Nr. 48 und 49 am 4. und 11. Dezember 1841).